# Dendrochilum basale
Dendrochilum basale är en orkidéart som beskrevs av Johannes Jacobus Smith. Dendrochilum basale ingår i släktet Dendrochilum och familjen orkidéer.
Artens utbredningsområde är Sumatera. Inga underarter finns listade i Catalogue of Life.